# Sci di fondo ai X Giochi olimpici invernali
Nello sci di fondo ai X Giochi olimpici invernali furono disputate sette gare, quattro maschili e tre femminili. Le medaglie assegnate furono ritenute valide anche ai fini dei Campionati mondiali di sci nordico 1968.

## Programma
| UOMINI |  | 30 km |  |       | 15 km |  |  |      | 4x10 km |  |        | 50 km |  |
| DONNE  |  |       |  | 10 km |       |  |  | 5 km |         |  | 3x5 km |       |  |

## Podi
| Evento                       | Oro                                                                | Perform.  | Argento                                                              | Perform.  | Bronzo                                                                   | Perform.  |
| Gare maschili                |                                                                    |           |                                                                      |           |                                                                          |           |
| 15 km (dettagli)             | Harald Grønningen                                                  | 47'54"2   | Eero Mäntyranta                                                      | 47'56"1   | Gunnar Larsson                                                           | 48'33"7   |
| 30 km (dettagli)             | Franco Nones                                                       | 1:35'39"2 | Odd Martinsen                                                        | 1:36'28"9 | Eero Mäntyranta                                                          | 1:36'55"3 |
| 50 km (dettagli)             | Ole Ellefsæter                                                     | 2:28'45"8 | Vjačeslav Vedenin                                                    | 2:29'02"5 | Josef Haas                                                               | 2:29'14"8 |
| Staffetta 4x10 km (dettagli) | Norvegia Odd Martinsen Pål Tyldum Harald Grønningen Ole Ellefsæter | 2:08'33"5 | Svezia Jan Halvarsson Bjarne Andersson Gunnar Larsson Assar Rönnlund | 2:10'13"2 | Finlandia Kalevi Oikarainen Hannu Taipale Kalevi Laurila Eero Mäntyranta | 2:10'56"7 |
| Gare femminili               |                                                                    |           |                                                                      |           |                                                                          |           |
| 5 km (dettagli)              | Toini Gustafsson                                                   | 16'45"2   | Galina Kulakova                                                      | 16'48"4   | Alevtina Kolčina                                                         | 16'51"6   |
| 10 km (dettagli)             | Toini Gustafsson                                                   | 36'46"5   | Berit Mørdre Lammedal                                                | 37'54"6   | Inger Aufles                                                             | 37'59"9   |
| Staffetta 3x5 km (dettagli)  | Norvegia Inger Aufles Babben Enger-Damon Berit Mørdre Lammedal     | 57'30"0   | Svezia Britt Strandberg Toini Gustafsson Barbro Martinsson           | 57'51"0   | Unione Sovietica Alevtina Kolčina Rita Ačkina Galina Kulakova            | 58'13"6   |

## Medagliere
| Posizione | Paese            |   |   |   | Totale |
| --------- | ---------------- | - | - | - | ------ |
| 1         | Norvegia         | 4 | 2 | 1 | 7      |
| 2         | Svezia           | 2 | 2 | 1 | 5      |
| 3         | Italia           | 1 | 0 | 0 | 1      |
| 4         | Unione Sovietica | 0 | 2 | 2 | 4      |
| 5         | Finlandia        | 0 | 1 | 2 | 3      |
| 6         | Svizzera         | 0 | 0 | 1 | 1      |
| Totale    | Totale           | 7 | 7 | 7 | 21     |